# Pycnogonum lobipes
Pycnogonum lobipes är en havsspindelart som beskrevs av Stock, J.H. 1991. Pycnogonum lobipes ingår i släktet Pycnogonum och familjen Pycnogonidae. Inga underarter finns listade i Catalogue of Life.